# Athelie
Als Athelie bezeichnet man eine seltene Fehlbildung, bei der eine oder beide Brustwarzen bzw. Zitzen nicht ausgebildet sind. Die Athelie ist häufig auch mit der fehlenden Ausbildung der gleichseitigen Brustdrüse (Amastie) vergesellschaftet, manchmal auch mit schwereren Entwicklungsstörungen der entsprechenden Brustregion wie dem Poland-Syndrom oder mit einer Nierenagenesie. Bei Menschen kann entweder die andere Brustwarze entfernt oder die fehlende Brustwarze durch eine operative Mamillenkonstruktion aus dem Gewebe der anderen Brustwarze oder der Oberschenkelinnenhaut aufgebaut werden.